# Reidar Sundby
Reidar Sundby (17. října 1926 Larvik – 27. října 2014 tamtéž) byl norský fotbalový útočník a reprezentant.
Jeho synové jsou fotbalisté Tom Sundby a Reidar Sundby ml.

## Klubová kariéra
Na klubové úrovni hrál fotbal v Norsku v mužstvu Larvik Turn a vyhrál s ním dvakrát ligový titul (1954/55 a 1955/56). Jedenkrát se stal nejlepším kanonýrem nejvyšší norské fotbalové ligy, v sezóně 1958/59 nastřílel 13 gólů (14zápasová sezóna). 

## Reprezentační kariéra
V A-týmu Norska debutoval 19. 9. 1954 v Oslu proti týmu Švédska (remíza 1:1), při své premiéře vstřelil jediný gól Norů. Byl to jeho jediný start za norský národní tým.